# Siegfriede Weber-Dempe
Siegfriede Weber-Dempe, geb. Siegfriede Dempe, vorm. Siegfriede Prater, auch Siegfriede Prater-Dempe, (* 29. März 1914 in Weimar, Deutsches Kaiserreich; † 12. Januar 2011 in Weimar, Deutschland) war eine deutsche Leichtathletin, die im Sprint und besonders beim 80-Meter-Hürdenlauf erfolgreich war.
In der Deutschen Demokratischen Republik (DDR) war Dempe-Weber Lehrerin und engagierte sich im Sport. Sie gehörte seit 1946 der CDU an.

## Berufsweg
An der Universität Jena nahm Dempe 1933 ein Philologiestudium auf und belegte u. a. das Fach Leibesübungen. Nach 1945 war sie Sportlehrerin an der Berufsschule von Carl Zeiß Jena. Viele Jahre war sie als Sportlehrerin in Berufsschulen in Jena und Weimar tätig, kümmerte sich im schulischen und im außerunterrichtlichen Sport um die Ausbildung des leichtathletischen Nachwuchses und war auch als Übungsleiterin erfolgreich. So entdeckte sie u. a. das Talent von Manfred Matuschewski. 

## Sportliche Karriere
1931 wurde Dempe Mitglied bei der Turnerschaft Weimar und hatte dort ihre ersten sportlichen Erfolge. Mit dem Hürdenlaufen begann sie erst in Jena. Beim Leichtathletiktraining fiel sie dem „Hilfsassistenten“ Oskar Brunken (zweifacher deutscher Schleuderballmeister 1932 und 1933) auf, der ihr zum Hürdenlauf riet.
Als „Sportstudentin“ konnte Dempe von 1933 bis 1939 die Universität bei Deutsche Hochschulmeisterschaften und Akademischen Weltspielen in der Leichtathletik vertreten.
Ihre Paradedisziplin war der Hürdenlauf. Außer beim Hürdenlauf errang sie viele gute Ergebnisse und Meistertitel über 100 und 200 Meter als auch in der 4-mal-100-Meter-Staffel.
1935 wurde sie über die Hürden deutsche Studentenmeisterin und in Budapest studentische Vizeweltmeisterin, verpasste aber die Qualifikation für die Olympischen Spiele 1936 in Berlin, da sie verletzungsbedingt bei den Qualifikationskämpfen nur auf den 4. Platz kam.
1937 wurde sie Studentenweltmeisterin in Paris und in Berlin Deutsche Meisterin über 80 Meter Hürden.
1939 holte sie in Wien sowohl einen studentischen Vizeweltmeistertitel (100 m) als auch zwei Weltmeistertitel (80 m Hürden) und (4 × 100 m). Zudem wurde sie in Berlin Deutsche Vizemeisterin über 80 Meter Hürden. Mit 11,5 s stellte sie 1939 den deutschen Rekord auf und lag auf Platz zwei in der Weltrangliste.
Während des Zweiten Weltkrieges errang sie 1941 und 1943 den Vizemeistertitel über die Hürden.
Nach 1945 startete sie noch mehrmals erfolgreich für die Jenaer Universität.
1946 errang Dempe in Berlin bei der ostzonalen Parallelveranstaltung zu den Westzonen-Meisterschaften den Meistertitel über die 200 Meter. 1947 holte sie in Berlin den Meistertitel auf den 100 Meter und verteidigte ihn auf den 200 Meter. Wenig später bei den Westdeutschen Meisterschaften in Köln stürzte sie so schwer, dass sie sich einen Hüftgelenksbruch zuzog und die Saison beenden musste.
1949 kam sie bei den Deutschen Meisterschaften der Westzonen im Bremer Weserstadion über 80 Meter Hürden auf den 3. Platz und wurde in Jena Meisterin bei den Ostzonenmeisterschaften.
1951 wurde Dempe über die 80 Meter Hürden DDR-Meisterin.
Insgesamt zehn Deutsche- bzw. Ostzonen-/DDR-Meistertitel konnte sie in ihrer Laufbahn erringen.

Weber-Dempe lebte immer in Weimar und war dort bis hoch in die 1980er Jahre Trainerin im Hochschulsport, allerdings nicht mehr in der Leichtathletik, sondern im Yoga, und bis in die 90 konnte man sie regelmäßig beim Walking im Goethepark antreffen.
Nach dem 2. Weltkrieg hatte Dempe vom SC Weimar, dem sie 1934 beigetreten war, erst zur BSG Carl Zeiss Jena gewechselt, anschließend zur HSG Wissenschaft Jena und blieb dann Aktive beim SC Motor Jena.

## Ehrungen
- Weber-Dempe wurde mit dem Titel Meister des Sports ausgezeichnet.

## Erfolge (Auswahl)
- 1934: Deutsche Hochschulmeisterin (80 m Hürden)
- 1935: 3. Platz Deutsche Hochschulmeisterschaften (Weitsprung)
- 1935: Deutsche Hochschulmeisterschaften (100 m)
- 1935: Deutsche Hochschulmeisterschaften (4 × 100 m)
- 1935: Deutsche Hochschulmeisterschaften (80 m Hürden)
- 1935: Studenten-Vizeweltmeisterin (80 m Hürden)
- 1937: Deutsche Meisterin (80 m Hürden)
- 1937: Studentenweltmeisterin (80 m Hürden)
- 1939: Deutsche Vizemeisterin (80 m Hürden)
- 1939: Studenten-Vizeweltmeisterin (100 m)
- 1939: Studentenweltmeisterin (4 × 100 m)
- 1939: Studentenweltmeisterin (80 m Hürden)
- 1941: Deutsche Vizemeisterin (80 m Hürden)
- 1943: Deutsche Vizemeisterin (80 m Hürden)
- 1946: Berliner „Ostzonen“meisterin (200 m)
- 1947: Berliner „Ostzonen“meisterin (100 und 200 m)
- 1949: 3. Platz Deutsche Leichtathletik-Meisterschaften 1949 (80 m Hürden)
- 1949: Ostzonenmeisterin (80 m Hürden)
- 1950: DDR-Vizemeisterin[12] (80 m Hürden)
- 1951: DDR-Meisterin (80 m Hürden)
- 1952: DDR-Vizemeisterin[13] (80 m Hürden)
- 1953: DDR-Vizemeisterin[14] (80 m Hürden)